# Hans R. Camenzind
Hans R. Camenzind (1 de gener de 1934 - 8 d'agost de 2012) va ser un enginyer electrònic conegut per dissenyar l'IC del temporitzador 555 l'any 1971 sota contracte amb Signetics. Va ser l'inventor de 20 patents dels EUA. Camenzind també va escriure tres llibres i nombrosos articles tècnics, i va donar conferències a la Universitat de Santa Clara.

## Antecedents i educació
Camenzind va néixer i es va criar a Zúric, Suïssa, on va anar a la universitat. El 1960 es va traslladar als Estats Units, primer va rebre un MSEE de la Universitat Northeastern i després un MBA a la Universitat de Santa Clara. Camenzind impartia classes de disseny de circuits als matins, i després assistia de nit a classes a la mateixa universitat per obtenir un màster en Administració d'Empreses.

## Carrera
El 1962 Camenzind es va incorporar al Laboratori de Ciències Físiques de PR Mallory a Burlington, Massachusetts. Després de sis anys d'investigació, Camenzind es va traslladar a Califòrnia el 1968 per unir-se a Signetics, però dos anys més tard va sentir que Signetics "s'havia perdut" i va renunciar a escriure un llibre. Els va dir que no volia tornar i que volia treballar com a consultor i dissenyador independent, va proposar el disseny 555 el 1971. Després va iniciar Interdesign, una empresa de disseny de semiconductors, que va dirigir durant set anys abans de vendre'ls a Ferranti. Després de la venda d'Interdesign, Camenzind es va convertir en un consultor independent de disseny de circuits integrats analògics.
Durant la seva carrera, Camenzind va dissenyar el primer amplificador integrat de classe D, va introduir el bucle de bloqueig de fase IC, va inventar l'IC semipersonalitzat i va crear el llegendari temporitzador 555. El 2006, havia dissenyat 140 circuits integrats estàndard i personalitzats, com ara:
- Signetics LM555
- Signetics LM565
- Signetics LM566
- Signetics LM567
- Zetex Semiconductors ZSCT1555